# Ulf Durling

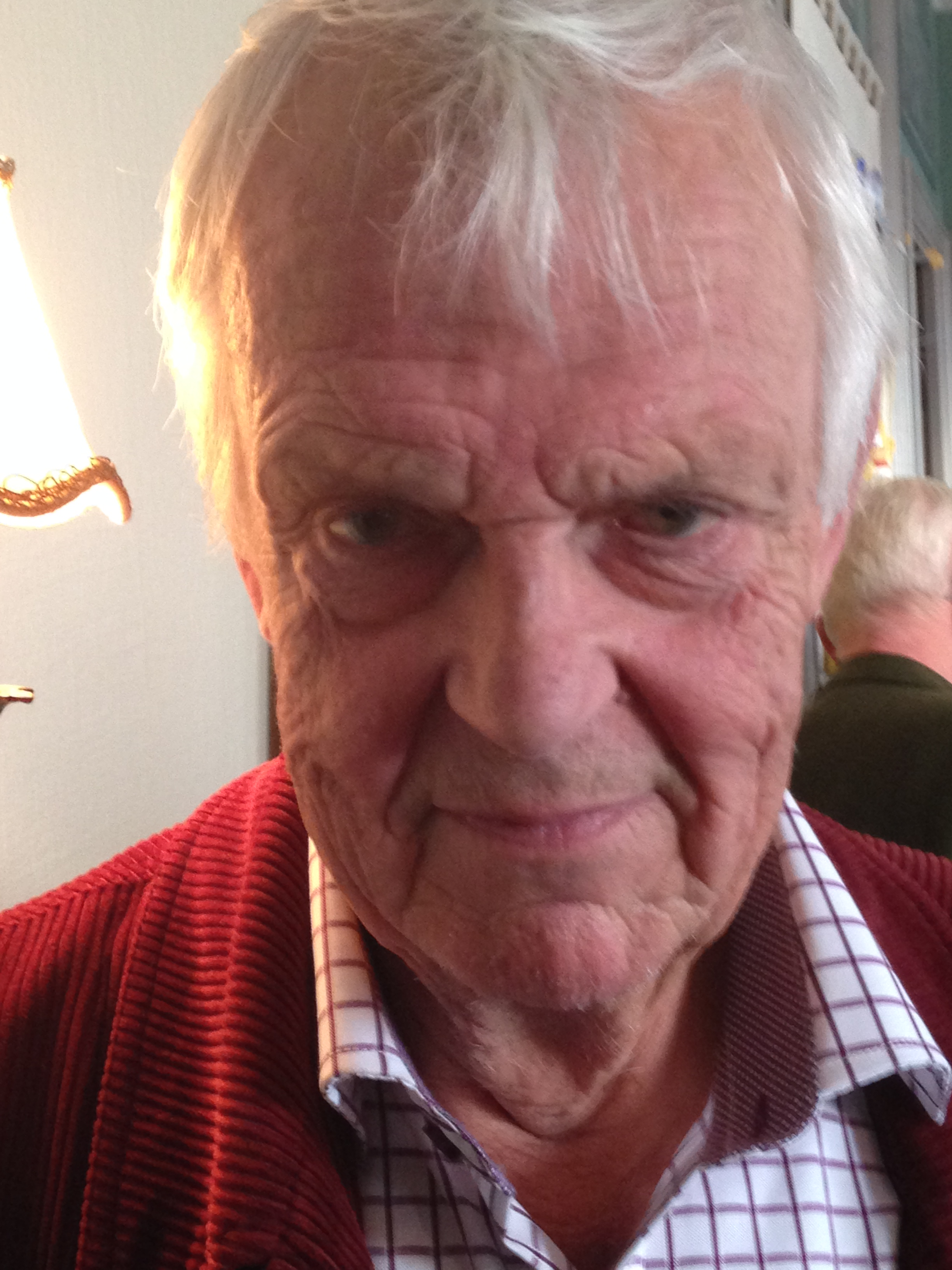
Ulf Durling, 2014

Ulf Durling (* 13. August 1940 in Stockholm) ist ein schwedischer Schriftsteller, Arzt und Psychiater.

## Leben und Arbeit
Seine Schulzeit von 1948 bis 1959 verbrachte Durling in Köping. 1966 beendete er sein Arztstudium am Karolinska Institutet. Durling lebt in Sollentuna bei Stockholm, war Lehrer für Psychiatrie und Leiter am Krankenhaus von Danderyd. Seit 1996 ist er in Mörby Chef des mobilen Akut-Teams, zuständig für die Region Danderyd-Vaxholm-Österåkers. Mit Psychotherapeutin und Ehefrau Helena Durling hat er zwei Kinder.
Durlings Wissen um die dunkle Seite der menschlichen Seele befähigt ihn, fesselnde psychologische  Kriminalromane, Psychothriller und Sozial-Kriminalromane zu schreiben. 1971 debütierte er mit dem Buch Gammal Ost, das 1996 auf Deutsch unter dem Titel Nach dem Essen sollst du ruhn erschienen ist.
Durling ist Mitglied der Akademie schwedischer Kriminalautoren und der Kriminalautorenvereinigung in Stockholm.

## Werke

### Romane
- Nach dem Essen sollst du ruhn (1971/1996), ISBN 978-3-257-22835-9
- Hemsökelsen (1972)
- Säg PIP! (1975)
- Annars dör man (1977)
- Min kära bortgångna (1980)
- Tack för lånet (1981)
- Lugnet efter stormen (1983)
- Aldrig i livet (1985)
- In memoriam (1988)
- Synnerliga skäl (1990)
- Tills döden förenar oss (1993)
- Komma till skott (1996)
- Vilddjurets tal (1999)
- Domaredans (2001)
- Vägs ände (2005)
- Den svagaste länken (2008)

### Novellen
- Styva linan och andra kriminalnoveller (1996)
- Ett steg i rätt riktning (2003)

## Preise und Auszeichnungen
- Bester schwedischer Erstlingsroman der Akademie schwedischer Kriminalautoren, 1971
- Bester schwedischer Kriminalroman der Akademie schwedischer Kriminalautoren, 1983
- Sherlock-Preis für Lugnet efter stormen, 1983